# Moutiers, Ille-et-Vilaine

Moutiers este o comună în departamentul Ille-et-Vilaine, Franța. În 1 ianuarie 2022 avea o populație de 905 de locuitori.